# Hortenzie řapíkatá

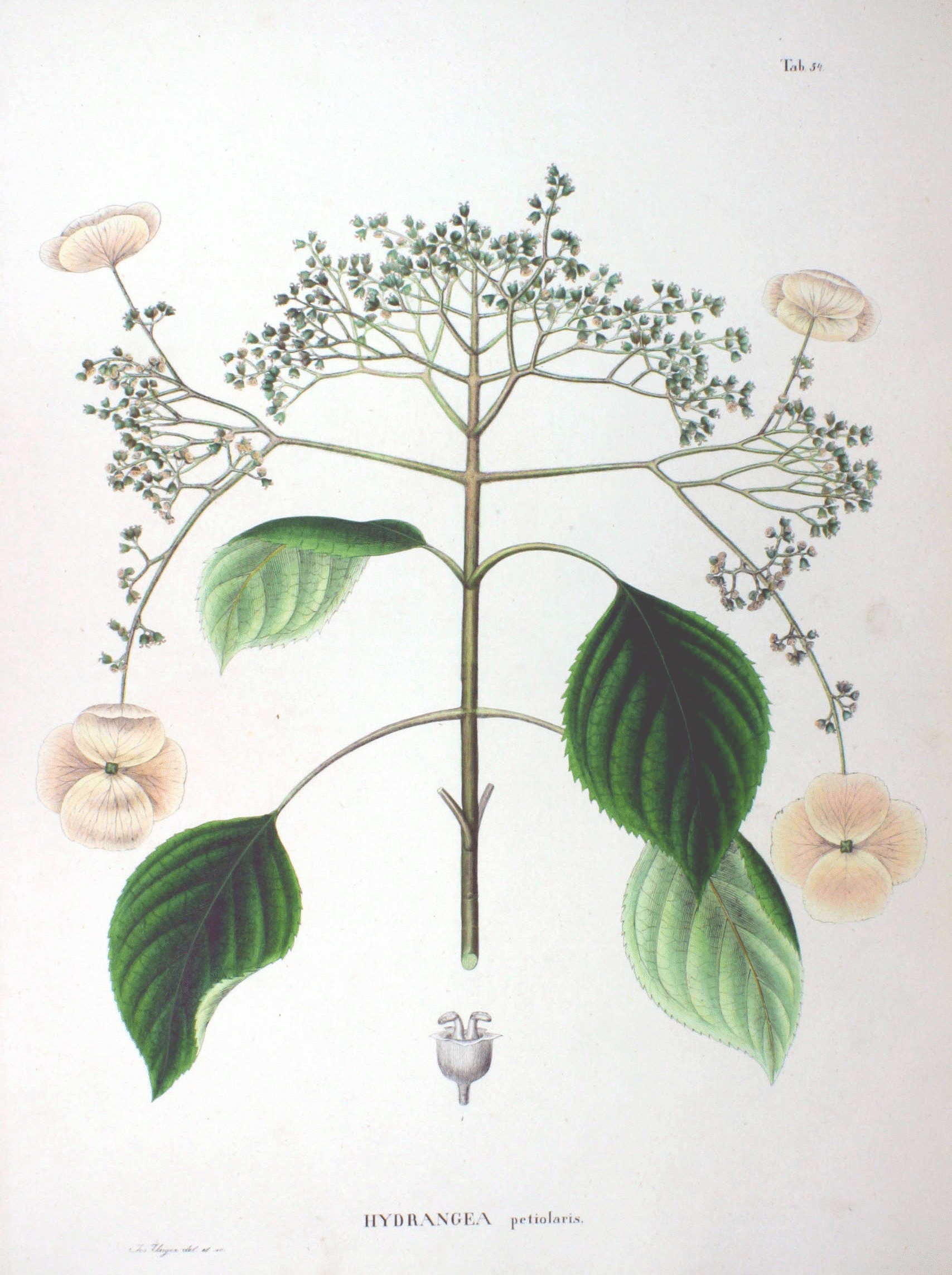
Popisný obrázek.

Hortenzie řapíkatá (Hydrangea petiolaris), česky též hortenzie pnoucí, je druh rodu hortenzie, pnoucí opadavé listnaté dřeviny z čeledě hortenziovité. Druh je původem z lesů v Japonsku, na Korejském poloostrově a na Tchaj-wanu. Doba kvetení červen až červenec.
Druh je někdy uváděn jako poddruh úzce související s druhem Hydrangea anomala z Číny a Himálají, s názvem Hydrangea anomala subsp. petiolaris. Od druhu Hydrangea anomala se liší velikostí (hortenzie řapíkatá dorůstá do 20 m) a květenství má až 20 cm v průměru.

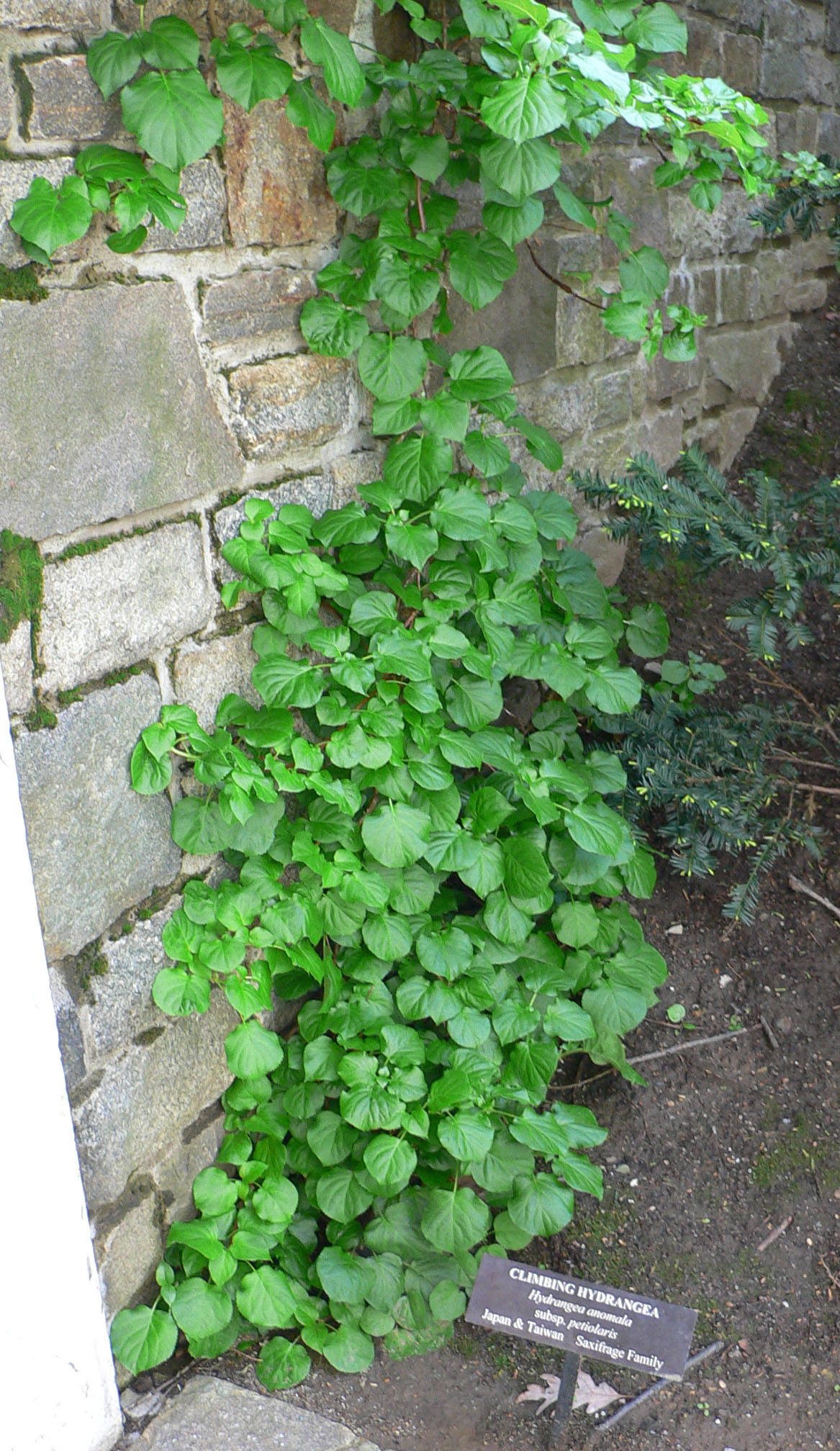

## Popis
Popínavá rostlina dorůstající 9–15 (až 20) metrů. Na opoře se uchytává přičepivými kořínky. Listy jsou lesklé, vstřícné, široce vejčité, špičaté, pilovité s dlouhým řapíkem, opadavé. Květenství jsou ploché asi 20 cm široké chocholíky. Bílé sterilní květy po obvodu mají 2,5–4,5 cm, ve středu chocholíku se nachází menší bělavé fertilní květy o průměru 1–2 mm. Plody jsou tobolky, semena jsou malá a okřídlená.

## Pěstování
Hortenzie potřebuje sice dostatek světla, ale vhodné je pěstování ve stínu nebo polostínu. Je nutné chránit ji před přímým slunečním úpalem. Ve stínu květy vykvétají pomaleji než na slunci. Preferuje vlhké, humózní, mírně kyselé, živné půdy.